# Antidesma forbesii
Antidesma forbesii är en emblikaväxtart som beskrevs av Ferdinand Albin Pax och Käthe Hoffmann. Antidesma forbesii ingår i släktet Antidesma och familjen emblikaväxter. Inga underarter finns listade i Catalogue of Life.